# Svafrlami

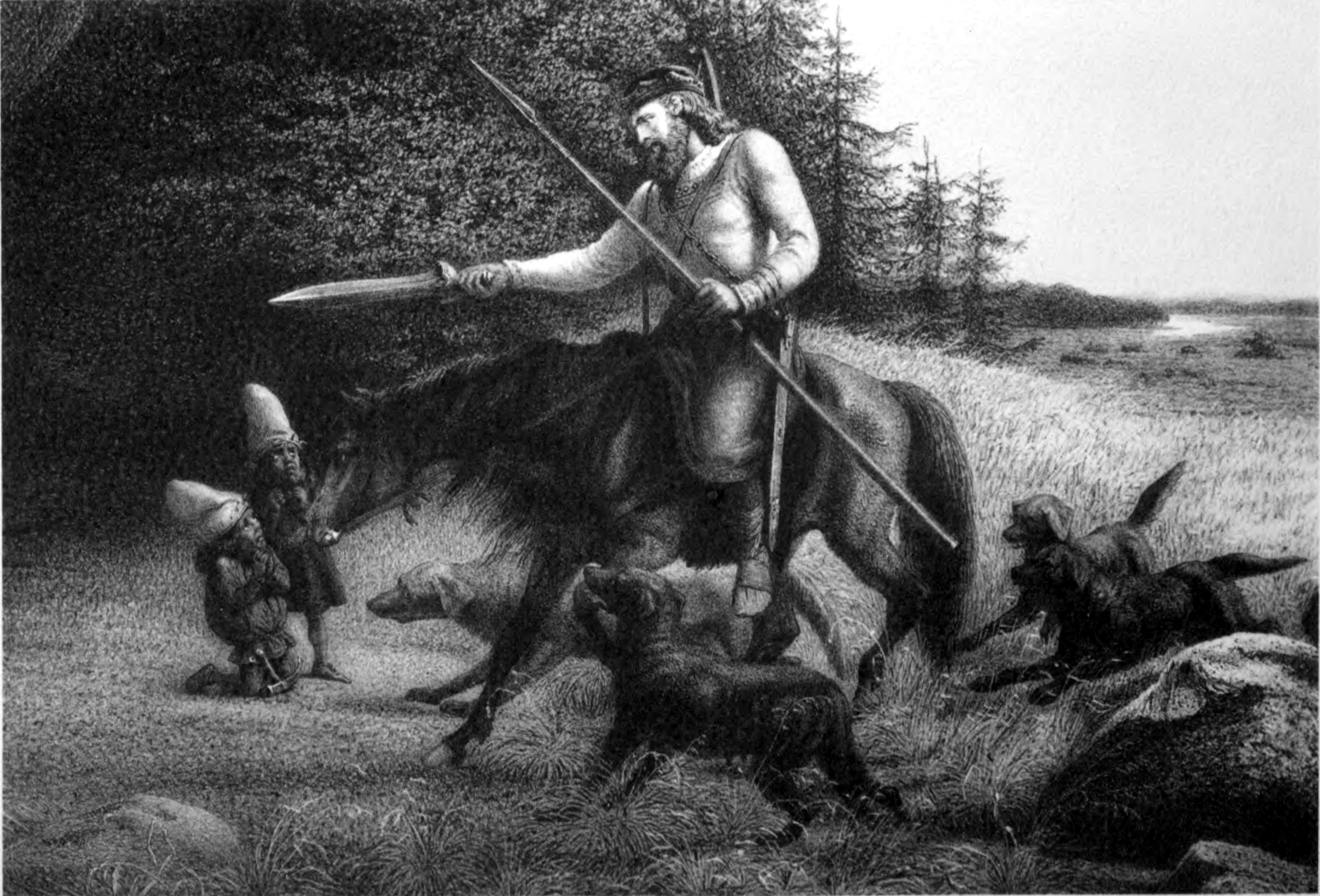
Re Svafrlame e la sua spada Tyrfing

Svafrlami è, nelle versioni H e U della Saga di Hervör, il figlio di Sigrlami, figlio di Odino. Nella versione R, Svafrlami viene chiamato Sigrlami, e non viene specificata la sua discendenza. Svafrlami era il re di Gardariki, nonché il primo possessore della spada magica Tyrfing.

## Descrizione
Un giorno era a caccia con il proprio cavallo, e scoprì due nani nei pressi di una grande pietra. Li bloccò roteando la propria spada sopra di loro, ed impedendogli quindi di sparire. I nani, chiamati Dvalinn e Durinn, gli chiesero se potevano comprare la loro libertà, ed accettarono di costruirgli una spada magica. La spada non si sarebbe mai rotta né sarebbe arrugginita, ed avrebbe tagliato ferro e pietra con la stessa facilità dei vestiti. Inoltre gli avrebbe sempre permesso di vincere.
Quando Svafrlami prese la spada, vide che era di ottima fattura, una fantastica arma, e la chiamò Tyrfing. Prima di sparire nella roccia, i nani maledirono l'arma, facendo in modo che non potesse mai essere sfoderata senza uccidere un uomo, diventando quindi inutile per Svafrlami e fonte di tre malefiche sventure.
Un giorno Svafrlami incontrò il berserkr Arngrim. Secondlo le versioni H e U, iniziarono a combattere. Tyrfing tagliò lo scudo di Arngrim e lo spedì a terra, dopodiché  Arngrim tagliò la mano di Svafrlami, prese Tyrfing e lo uccise. Arngrim obbligò quindi la figlia di Svafrlami, Eyfura, a sposarlo. Secondo la versione R, Arngrim divenne il capo guerriero del vecchio re, e consegnò sia Tyrfing che Eyfura come ricompensa.
La maledizione della spada Tyrfing passò quindi ad Arngrim.